# World Band Festival Luzern
Das World Band Festival Luzern ist ein Musikfestival für bläserisches Musizieren, welches jeweils Ende September in Luzern in der Schweiz stattfindet. Während neun Festivaltagen treffen sich rund 1'500 Künstler aus aller Welt im KKL Luzern, um sich an Musikwettbewerben zu messen oder Konzertabende zu gestalten.

## Geschichte
Das World Band Festival Luzern (WBFL) fand erstmals vom 22. – 26. September 1999 im KKL Luzern statt. An fünf Festivaltagen fanden vier Galakonzerte, ein Nationaler- sowie ein Europäischer Brass Band Wettbewerb statt. Bei der Erstaustragung erreichte das Festival mit 9‘000 Festivalbesucher eine Auslastung von über 90 %. Das WBFL ist ein Nischenfestival, welches Blasinstrumente in den Vordergrund stellt. Das Festival wurde über die Jahre stetig ausgebaut und zählt heute mit über 20‘000 Besucher und 1‘500 Künstler an neun Festivaltagen, zu den grössten und bedeutendsten Festivals Europas für bläserisches Musizieren. Von Brass Band, Wind Band, Jazz, Swing, Worldmusic, Klassik, Volksmusik bis hin zu Salsa, deckt das Festival eine einzigartige Vielfalt von Musikgenres ab. Seit 2003 produziert das Schweizer Radio eine Livesendung am Eröffnungstag des Festival, welche landesweit ausgestrahlt wird. Formationen aus dem In- und Ausland treten dabei auf drei Openairbühnen vor dem KKL Luzern auf. 2007 lancierte das Festival Tattoo on Stage, eine Militärparadewelche für die Konzertbühne des KKL Luzern konzipiert wurde.

## Stiftung

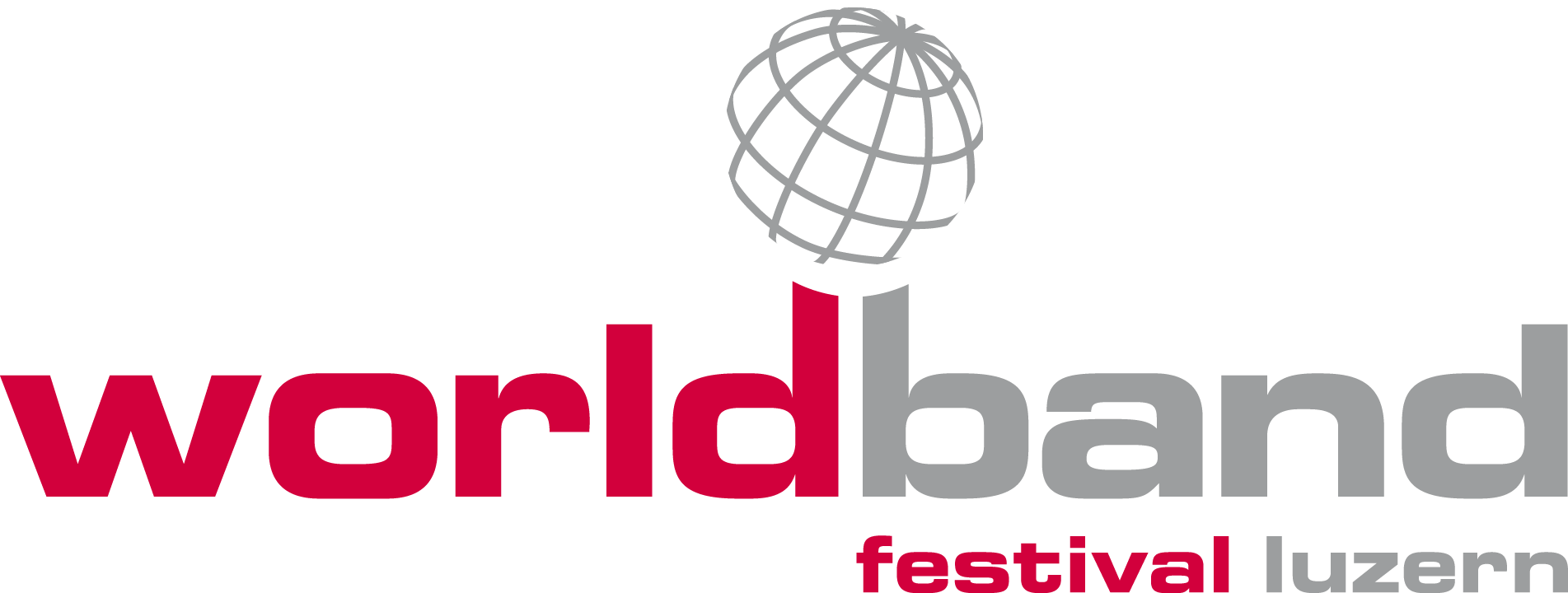
Offizielles Logo World Band Festival Luzern

Unter dem Namen „Stiftung World Band Festival Luzern“ besteht seit Dezember 2004 eine Stiftung mit Sitz in Luzern. Die Stiftung bezweckt die Organisation und Durchführung des World Band Festivals Luzern als qualitativ hochstehende Plattform bläserischen Musizierens. Sie kann nebst Konzerten insbesondere auch Fachausstellungen, Fachkongresse und bläserische Veranstaltungen aller Art durchführen. Die Stiftung versteht sich als gemeinnützig.

## Aufgetretene Künstler

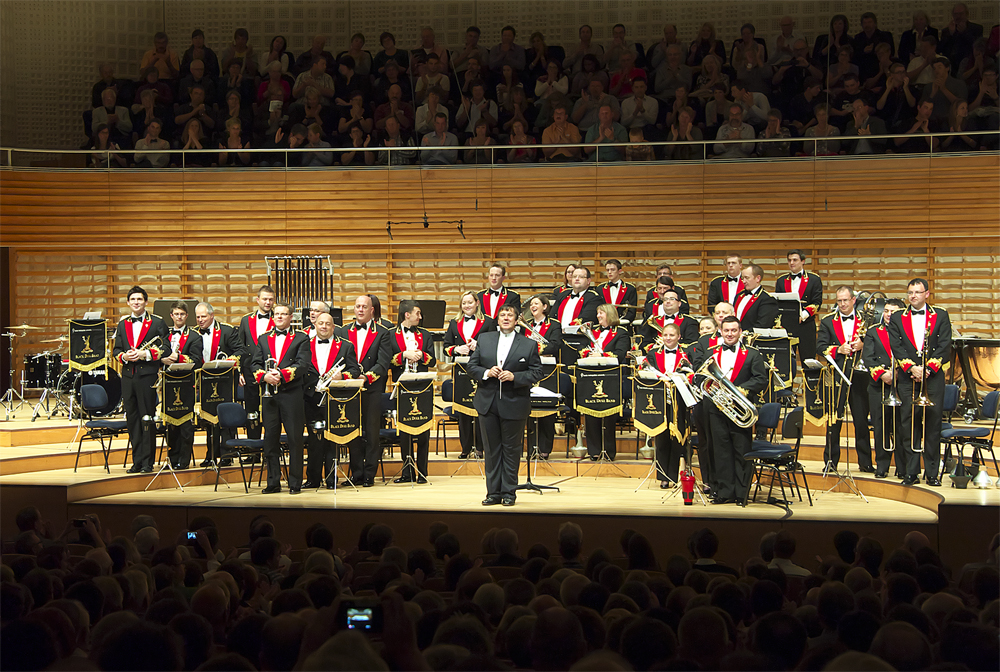
Black Dyke Band am World Band Festival 2012

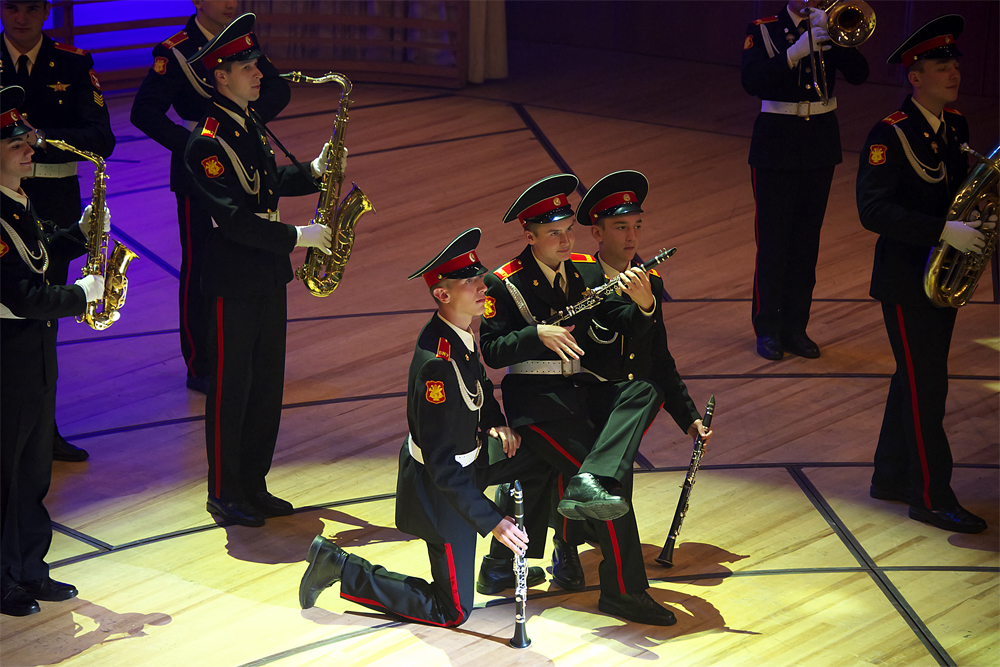
Orchester der Suworow Militärakademie Moskau am World Band Festival 2012

### 1. World Band Festival Luzern
22. Sept. – 26. Sept. 1999, KKL Luzern
Maurice André, Württembergische Philharmonie, Eduard Muri, Stadtmusik Luzern, Franz Schaffner, Stadtmusik Zürich, Kurt Brogli, Sue Mathys, Symphonisches Blasorchester Schweizer Armeespiel, Philipp Wagner, Hervé Klopfstein, L’Orchestre d’Harmonie de la Garde Républicaine Paris, François Boulanger, Eric Plante, Philharmonic Brass Luzern, Black Dyke Band, James Watson

### 2. World Band Festival Luzern
27. Sept. – 1. Okt. 2000, KKL Luzern
Orchestre d’Harmonie de la Garde Républicaine de Paris, François Boulanger, Dimitri Ashkenazy, Württembergische Philharmonie, Eduard Muri, Symphonisches Blasorchester Schweizer Armeespiel, Josef Gnos, Timothy Reynisch, David Pyatt, The Band of HER MAJESTY’S Royal Marines, Major Barrie Mills, Swiss Brass Consort, The Canadian Brass, Besses o’th Barn Band, Ensemble de Cuivres Jurassien, Ensemble de Cuivres Mélodia, Festival Brass Band Quart, Brass Band Bürgermusik Luzern, Rothwell Temperance Band, Brass Band Berner Oberland, Brass Band Fricktal, Brass Band 13 Etoiles, Oberaargauer Brass Band, Brass Band Fribourg, Ensemble de Cuivres Valaisan,

### 3. World Band Festival Luzern
19. Sept. – 23. Sept. 2001, KKL Luzern
Blasorchester Stadtmusik Luzern, Franz Schaffner, Pirmin Rohrer, Swissair Musik Zürich, Kurt Brogli, Sergei Nakariakov, Württembergische Philharmonie, Eduard Muri, Symphonisches Blasorchester Schweizer Armeespiel, Jan Cober, Philip Wagner, Marine Band of the Royal Netherlands Navy, Major Pieter Jansen, Black Dyke Band, Nicholas J. Childs, Slokar Quartet, German Brass, Brass Band Willebroek, Ensemble de Cuivres Jurassien, Ensemble de Cuivres Mélodia, Provinciale Brass Band Groningen, Brass Band Bürgermusik Luzern, Metropole Brass Band, Brass Band Fricktal, Brass Band 13 Etoiles, Oberaargauer Brass Band, Brass Band Fribourg, Ensemble de Cuivres Valaisan, Brass Band Fröschl Hall, Entlebucher Brass Band, Brass Band Buizingen, Ensemble de Cuivres Euphonia

### 4. World Band Festival Luzern
17. Sept. – 22. Sept. 2002, KKL Luzern
Swiss Army Concert Band, Christoph Walter, Kurt Brogli, Renée Rousseau, Janka Flachsmann, Rahel Tarelli, Carl Hieger, Sandra Studer, Sinfonisches Blasorchester Bern, Rolf Schumacher, Peter Stadler, Stadtmusik Zürich, Simon Estes, Rosmarie Hofmann, Württembergische Philharmonie, Norichika Iimori, Maurice Murphy, Paul Archibald, David Pyatt, Symphonisches Blasorchester Schweizer Armeespiel, Eric Cous, Philip Wagner, Banda Musicale dell’Aeronautica Militare, Patrizio Esposito, Cory Band, Robert B. Childs, Slokar Quartet, Münchner Philharmoniker, Kingdom Brass, Brass Band Berner Oberland, Brass Band Bürgermusik Luzern, Entlebucher BrassBand, Brass Band Fribourg, Ensemble de Cuivres Mélodia, Oberaargauer Brass Band, Metropole Brass Band, Brass Band 13 Etoiles, Brass Band Quart

### 5. World Band Festival Luzern
22. Sept. – 28. Sept. 2003, KKL Luzern
Philharmonic Brass Luzern, Swiss Army Concert Band, Janet Dawkins, Pino Gasparini, Civica Filarmonica di Lugano, Franco Cesarini, L’Orchestre d’Harmonie de la Garde Républicaine Paris, François Boulanger, Württembergische Philharmonie, Norickika Iimori, Schweizer Armeespiel, Eric Conus, Philipp Wagner, The Regimental Band Coldstream Guards, Graham O. Jones, Black Dyke Band, Nicholas J. Childs, Dutch Swing College Band, The Piccadilly Six, Big Band der Bundeswehr, Michael Euler, WBF Lucerne Wind Ensemble, Franz Schaffner, Woman in Brass, Empire Brass, Kingdom Brass Schottland, Entlebucher Brass Band, Oberaargauer Brass Band, Brass Band 13 Etoiles, Wallberg Brass Band, Brass Band Fribourg, Brass Band Berner Oberland, Brass Band Bürgermusik Luzern

### 6. World Band Festival Luzern
20. Sept. – 26. Sept. 2004, KKL Luzern
Barocksolisten Luzern, Swiss Army Concert Band, Christoph Walter, Samba Brasil, Gloria Velandia, Pino Gasparini, Chevy Garcia, Stadtharmonie Zürich Oerlikon-Seebach, Rolf Schumacher, Banda Sinfonica la Artistica Buñol, Henrie Adams, Württembergische Philharmonie, Norichika Iimori, Peter Schmidl, David Pyatt, Schweizer Armeespiel, Philipp Wagner, Felix Hauswirth, Musikkorps der Bundeswehr Deutschland, Walter Ratzek, Ute Beck, Herb Miller Jazz Band, Rekrutenspiel Aarau, Brass Band Bürgermusik Luzern, Yorkshire Building Society Band, David King, The Harlem Ramblers, Herb Miller Jazz Band, Big Band des Hessischen Rundfunks, Madeleine Bell, Jörg Achim Keller, WBF Lucerne Wind Ensemble, Yvonne Lang, Franz Schaffner, Rothwell Temperance Band England, Entlebucher Brass Band, Oberaargauer Brass Band, Brass Band 13 Etoiles, Wallberg Brass Band, Brass Band Fribourg, Brass Band Berner Oberland, Brass Band Luzerner Hinterland, Musikgesellschaft Risch-Rotkreuz, Ensemble des Cuivres Melodia

### 7. World Band Festival Luzern
24. Sept. – 2. Okt. 2005, KKL Luzern
Brass Band Berner Oberland, Brass Band Bürgermusik Luzern, Brass Band de Bazuin Holland, Entlebucher Brass Band, Brass Band Fribourg, Brass Band Luzerner Hinterland, Ensemble de Cuivres Mélodia, Oberaargauer Brass Band, Wallberg Brass Band, Black Dyke Band, Nicholas J. Childs, Kadetten der Suworow-Musikschule Moskau, Boris Timoschenko, Swiss Army Concert Band, Christoph Walter, Brass Band Bürgermusik Luzern, Piccadilly Six, Swiss Army Big Band, Pepe Lienhard, The Slokar Trombone Quartet, Branimir Slokar, Armin Bachmann, Wassil Christov, György Gyivicsan, Blasorchester Siebnen, Tony Kurmann, Rundfunk Blasorchester Leipzig, Jan Cober, Württembergisches Philharmonie, Norichika Iimori, Lady Jeanne, James Galway, The Band of the Grenadier Guards, Denis Burton, Swiss Army Symphonic Wind Orchestra, Philipp Wagner, David Philip Hefti, The Canadian Brass, WBF Lucerne Wind Ensemble, Franz Schaffner, Angela Risi, Nationales Jugend Blasorchester der Schweiz, Jsabelle Ruf-Weber, Tobias Salzgeber, Nationale Jugend Brass Band der Schweiz, Hervé Grélat

### 8. World Band Festival Luzern
23. Sept. – 1. Okt. 2006, KKL Luzern
Black Dyke Band, Nicholas J. Childs, Blasorchester der Suworow Militärakademie Moskau, Boris Timoschenko, Oberaargauer Brass Band B-Band, Ueli Kipfel, The Harlem Ramblers, Swiss Dixi Stompers, Polizeimusikkorps Baden-Württemberg, Toni Scholl, Lucerne Chamber Brass, Swiss Army Concert Band, Christoph Walter, Royal Symphonic Band of the Belgian Guides, François de Ridder, Württembergische Philharmonie, Norichika Iimori, Swiss Army Symphonic Wind Orchestra, Philipp Wagner, The Royal Norwegian Navy Band, Leif Arne Pederson, Yorkshire Building Society Band, David King, Picason – Sala Cubana, SWR Big Band und die Zick Sisters, Paul Kuhn, Symphonic Wind Music, Franz Schaffner, Mnozil Brass, Brass Band Berner Oberland, Brass Band Bürgermusik Luzern, Brass Band Fribourg, Entlebucher Brass Band, Brass Band 13 Etoiles, Brass Band Luzerner Hinterland, Ensemble de Cuivres Mélodia, Oberaargauer Brass Band, The Dobcross Silver Band, The Trusts Waitakere Band, Ensemble de Cuivres Valaisan, Wallberg Brass Band

### 9. World Band Festival Luzern
22. Sept. – 30. Sept. 2007, KKL Luzern
Brass Band Berner Oberland, Brass Band Bürgermusik Luzern, Brass Band de Waldsang, Brass Band Fribourg, Brass Band Luzerner Hinterland, Brass Band 13 Etoiles, Ensemble de Cuivres Mélodia, Ensemble de Cuivres Valaisan, Entlebucher Brass Band, Oberaargauer Brass Band, Wallberg Brass Band, Black Dyke Band, Nicholas J. Child, Orchester der Suworow Militärakademie Moskau, Alexander W. Perewerten, Swiss Army Central Band, Fabrice Reuse, Oberaargauer Brass Band, Ueli Kipfer, The Picadilly Six, Lake City Stompers, Swing Dance Orchestra, Andrej Hermlin, Swiss Army Concert Band, Christoph Walter, Blechschaden, Württembergische Philharmonie, Ola Rudner, The Herold Trumpets of the Regimental Band of the Coldstream Guards, Top Secret Drum Corps, The Pipes and Drums of Lucerne Caledonians, Lucerne Marching Band, Showtanzgruppe RRC Sixteen, Majorettenkorps Wauwil, Grimethorpe Colliery Band, Allan Withington, Swiss Jazz Orchestra, Sandy Patton, WBF Lucerne Wind Ensemble, Franz Schaffner, Michael Klostermann mit Orchester

### 10. World Band Festival Luzern
27. Sept. – 5. Okt. 2008, KKL Luzern
Andreas Blau, Black Dyke Band, Brass Band 13 Étoiles, Brass Band Fribourg, Brass Band Luzerner Hinterland, Brassband Bürgermusik Luzern, Carlo Brunners Superländlerkapelle, David Pyatt, Dr. Nicholas J. Childs, Duo Synthesis, Dutch Swing College Band, Ensemble de Cuivres Mélodia, Ensemble de Cuivres Valaisan, Entlebucher Brass Band, Franz Schaffner, Lucerne Marching Band, Maja Brunner, Major Christoph Walter, Mnozil Brass, Monique, Musikgesellschaft Risch-Rotkreuz, New Orleans Stompers, Oberaargauer Brass Band, Ola Rudner, Orchester der Suworow Militärakademie Moskau, Pepe Lienhard, Querschleger, Rekrutenspiel der Schweizer Militärmusik, Sarah-Jane, Showgroup of the Rojahn Academy of Irish Dance, Spielmannszug Rödemis, Stadtmusik Lörrach, Swiss Army Big Band, Swiss Army Concert Band, Swiss Band, Swiss Midland Pipe Band, The Herold Trumpets of the Regimental Band of the Irish Guards, Wallberg Brass Band, WBF Lucerne Wind Ensemble, Württembergische Philharmonie, Yasmine Meguid

### 11. World Band Festival Luzern
26. Sept. – 4. Okt. 2009, KKL Luzern
Amazing Brass Quintet, Black Dyke Band, BML Talents Luzern, Brass Band 13 Étoiles, Brass Band Berlin, Brass Band Fribourg, Brassband Berner Oberland, Brassband Bürgermusik Luzern, Brassband Luzerner Hinterland, Carlo Brunners Superländlerkapelle, Caroline Chevin, Dani Felber Big Band, Dr. Nicholas J. Childs, Ensemble de Cuivres Mélodia, Ensemble de Cuivres Valaisan, Entlebucher Brass Band, Franz Schaffner, Ian Bousfield, Lisa Stoll, Lucerne Marching Band, Maja Brunner, Major Christoph Walter, Majorettes Steffisburg, Mark David, Oberaargauer Brass Band, Ola Rudner, Orchester der Suworow Militärakademie Moskau, Pino Gasparini, Showband Calypso, Stadtkapelle Achern, Stichting Pasveerkorpsen Leeuwarden, Swiss Army Concert Band, Swiss-German-Dixie-Corporation, The Bill Haley Orchestra, The King of Swing Orchestra, The Pasadena Roof Orchestra, The Pipes and Drums of Basel, The Regimental Band of the Grenadier Guards, Wallberg Brass Band, WBF Lucerne Wind Ensemble, Württembergische Philharmonie, Yasmine Meguid

### 12. World Band Festival Luzern
25. Sept. – 3. Okt. 2010, KKL Luzern
Amazing Brass Quintet, Andrej Hermlin, Black Dyke Band, Brass Band 13 Étoiles, Brass Band De Waldsang, Brass Band Fribourg, Brass Band MG Rickenbach, Brassband Berner Oberland, Brassband Bürgermusik Luzern, Brassband Luzerner Hinterland, Dan Levinson, David Rose, Douglas Bostock, Dr. Nicholas J. Childs, Drum- und Showband Adest Musica, Dutch Swing College Band, Eliana Burki und Band, Ensemble de Cuivres Mélodia, Ensemble de Cuivres Valaisan, Fascinating Drums, Franz Schaffner, Global Kryner, Keiser Chörli, Lucerne Marching Band, Lukas Schellenberg, Major Christoph Walter, Majoretten der Stadt Zürich, Marc Anderegg Duo, Mnozil Brass, Nichols Hedreich, Nobuya Sugawa, Oberaargauer Brass Band, Ole Edvard Antonsen, Orchester der Suworow Militärakademie Moskau, Patrick von Castelberg, Pavel Baleff, Philharmonie Baden-Baden, Roland Neffe, Sharon Kam, Stadtmusik Bern, Swing Dance Orchestra, Swiss Army Concert Band, Swiss Ländler Gamblers, Swiss Midland Pipe Band, The Band of Her Majesty’s Royal Marines, Tōkyō Kōsei Wind Orchestra, Viola Manigk, Wallberg Band, WBF Lucerne Wind Ensemble

### 13. World Band Festival Luzern
24. Sept. – 2. Okt. 2011, KKL Luzern
Alphornvereinigung Pilatus, Band of the Scots Guards, Barrelhouse Jazzband, Black Dyke Band, Brass Band Fribourg, Brass Band Luzerner Hinterland, Brass Band Michelsamt, Brass Band Oberschwaben-Allgäu, Brassband Bürgermusik Luzern, Canadian Brass, Classique Choeur de Bulle, Corps de Musique de la Ville de Bulle, Drum- & Showband Advendo, Ensemble de Cuivres Jurassien, Ensemble de Cuivres Mélodia, Ensemble de Cuivres Valaisan, Entlebucher Brass Band, Florian & Seppli, Lake City Stompers, Oberaargauer Brass Band, Opera Brass, Orchester der Suworow Militärakademie Moskau, Original Rüebliländer Musikanten, Philharmonie Baden-Baden, showband.CH, Stadtmusik Burgdorf, Stichting Pasveerkorpsen Leeuwarden, Swiss Army Big Band, Swiss Army Concert Band & Strings, Swiss Army RS-Tambouren, Wallberg Band, WBF Lucerne Wind Ensemble, Willis Wyberkapelle, Blaise Heritier, Dr. Nicholas J. Childs, Florian Abächerli, Flurin Caduff, Franz Schaffner, Jacques Beaud, Lisa Stoll, Lukas Christinat, Major Christoph Walter, Michael von der Heide, Michel Brodard, Nemanja Jovanovic, Pavel Baleff, Pepe Lienhard, Pollyanna Zybach, Radovan Vlatković, Sharon Bezaly, Sophie Graf, Walter Dillier

### 14. World Band Festival Luzern
22. – 30. Sept. 2012, KKL Luzern

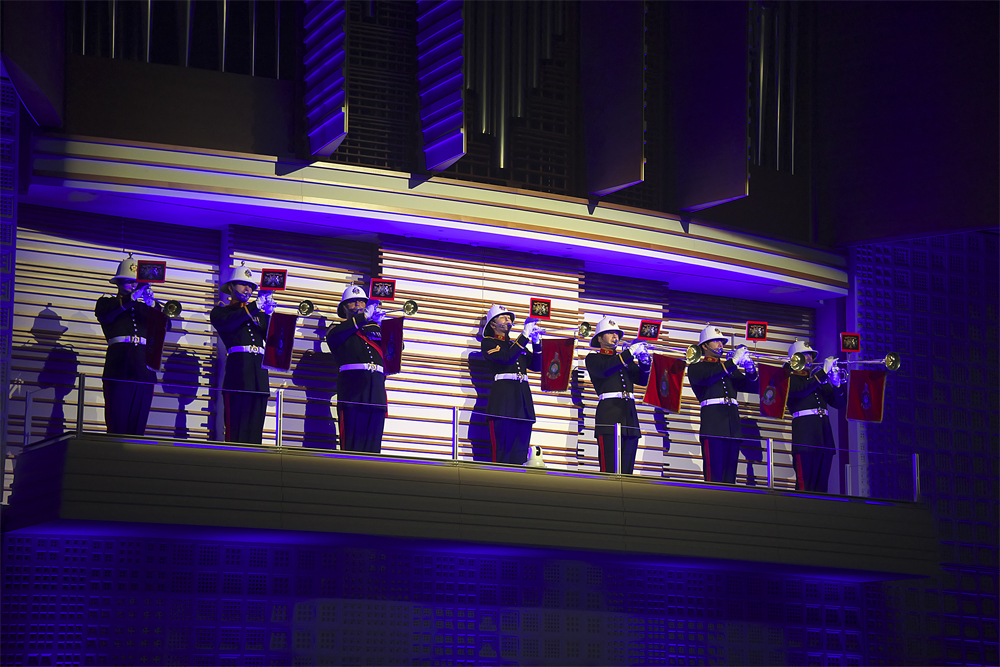
The Band of HER Majestys Royal Marines am World Band Festival 2012

Alphorntrio Kellenberger, Black Dyke Band, Brass Band 13 Étoiles, Brass Band Berner Oberland, Brass Band Fribourg, Brass Band Luzerner Hinterland, Brass Band Michelsamt, Brassband Bürgermusik Luzern, Carina Walker, China Dunshan Symphonic Wind Orchestra, Dorfspatzen Oberägeri, Ensemble de Cuivres Valaisan, Entlebucher Brass Band, Fascinating Drums, German Brass, Les Armourins, Lucerne Marching Band, Oberaargauer Brass Band, Orchester der Suworow Militärakademie Moskau, Pasadena Roof Orchestra, Philharmonie Baden-Baden, Rojahn Academy of Irish Dance & Caoran, Showband Juliana Amersfoort, Swing Dance Orchestra, Swiss Army Concert Band & Strings, Swiss Central Pipe Band, Swiss Ländler Gamblers, The Band of Her Majesty’s Royal Marines, The Band of the Blues and Royals, Valaisia Brass Band, Wallberg Band, WBF Lucerne Wind Ensemble, Adrian Eugster, Adrian Schneider, Andrej Hermlin, Dan Levinson, Flurin Caduff, Franz Schaffner, Gábor Boldoczki, Guillermo Sorya, Major Christoph Walter, Marco Schneider, Markus Bircher, Nicolas Senn, Roland Neffe, Tanja Dankner

### 15. World Band Festival Luzern
28. Sept. – 6. Okt. 2013, KKL Luzern
Black Dyke Band, Blaskapelle Lublaska, Brass Band 13 Etoiles, Brass Band Berner Oberland, Brassband Bürgermusik Luzern, Brass Band Fribourg, Christoph Walter Orchestra, Da Blechhauf‘n, Engadiner Ländlerfründa, Ensemble de Cuivres Mélodia, Ensemble de Cuivres Valaisan, Entlebucher Brass Band, Global Kryner, Highland Dancers & Caoran, Les Haricots Rouges, Lucerne Marching Band, Militärrepräsentationsorchester der Ehrengarde Moskau, Oberaargauer Brass Band, Orchester der Suworow Militärakademie Moskau, Paris Washboard, Philharmonie Baden-Baden, SBB Blasorchester, Showband Corio Heerlen, showband.CH, Stockbridge Pipe Band Edinburgh, Swiss Army RS Drum Corps, SWR Big Band, The Band of the Blues and Royals, U.S. Air Forces Band (Europe), Valaisia Brass Band, Wallberg Band, WBF Lucerne Wind Ensemble, Christoph Walter, Fola Dada, Franz Schaffner, Lisa Stoll, Nelly Patty, Nicolas Senn, Pavel Baleff, Pierre Paquette, Sharon Kam, Vlado Kumpan, Walter Belcher, Zora Slokar

### 16. World Band Festival Luzern
20. Sept. – 28. Sept. 2014, KKL Luzern
Black Dyke Band, Blasorchester der Rekrutenschule 16-2, BML Talents Luzern, Canadian Brass, Caóran, Christoph Walter Orchestra, Drum- & Showband Adest Musica, Dutch Swing College Band, Francine Jordi, François Boulanger, Jiangzhou Drum Troupe, Kurt Ott, L’Orchestre de la Garde Républicaine, Lucerne Marching Band, Markus Kühnis-Rivera, New Zealand Army Band, Nicolas Senn, Orchester der Suworow Militärakademie Moskau, Pavel Baleff, Pepe Lienhard Big Band, Philharmonie Baden-Baden, Roger Meier, Rojahn Academy of Irishdance, Swiss Army Drum Corps, Swiss Ländler Gamblers, Swiss Midland Pipe Band, Wiggertaler Blaskapelle

### 17. World Band Festival Luzern
26. Sept. – 4. Okt. 2015, KKL Luzern
Björn Vüllgraf Orchestra, Black Dyke Band, Blaskapelle Rigispatzen, Blasorchester Stadtmusik Luzern, Boston Brass, Brass Band 13 Étoiles, Brass Band Berner Oberland, Brass Band Fribourg, Brass Band Luzern Land, Christoph Walter Orchestra, Engadiner Ländlerfründa, Ensemble de Cuivres Mélodia, Ensemble de Cuivres Valaisan, Jasmine Choi, Jodlerchörli Lehn, Jonas Gross, Laurence Davies, Liberty Brass Band Ostschweiz, Lisa Stoll, Marc Masconi, Markus Kühnis, Maryland Jazz Band Of Cologne, Nelly Patty, Nicolas Senn, Oberaargauer Brass Band, Orchester der Suworow Militärakademie Moskau, P.S. Corporation, Philharmonie Baden-Baden, Red Poppy Ladies’ Percussion Group, Rekrutenspiel 16-2/2015, Sabino Gaita, showband.CH, Stichting Pasveerkorpsen Leeuwarden, The Band Of The Royal Regiment Of Scotland, The Pipes And Drums Of Basel, The Royal Band Of The Belgian Navy, Valaisia Brass Band, Wallberg Band, Wiggertaler Blaskapelle

### 18. World Band Festival Luzern
24. Sept. – 2. Okt. 2016, KKL Luzern
AlpPan Duo, Barrelhouse Jazzband, Black Dyke Band, Blaskapelle Lublaska, Blasorchester Stadtmusik Luzern, Brass Band 13 Étoiles, Brass Band Berner Oberland, Brass Band Bürgermusik Luzern, Brass Band Fribourg, Brass Band Luzern Land, Christoph Walter Orchestra, Denise Gordon, Don Bosco Musikanten Bamberg, Ensemble de Cuivres Valaisan, FassBrass, Gupfbuebä, Jesse Ritch, Jodelterzett Seetal, Klancanto, Liberty Brass Band Ostschweiz, Lucerne Marching Band, Markus Kühnis, Nelly Patty, Nicolas Senn, Oberaargauer Brass Band, Orchester der Suworow Militärakademie Moskau, Philharmonie Baden-Baden, Philip Cobb, Rekrutenspiel 16-2/2016, Schweizer Militärspiel FU Br 41, Sharon Kam, Showband Juliana Amersfoort, Stockbridge Pipe Band Edinburgh, Stone Mountain Hill Drum Corps, Swing Dance Orchestra, tenThing Brass Ensemble, The Band Of HER Majesty’s Royal Marines, Tine Thing Helseth, Valaisia Brass Band, Wallberg Band

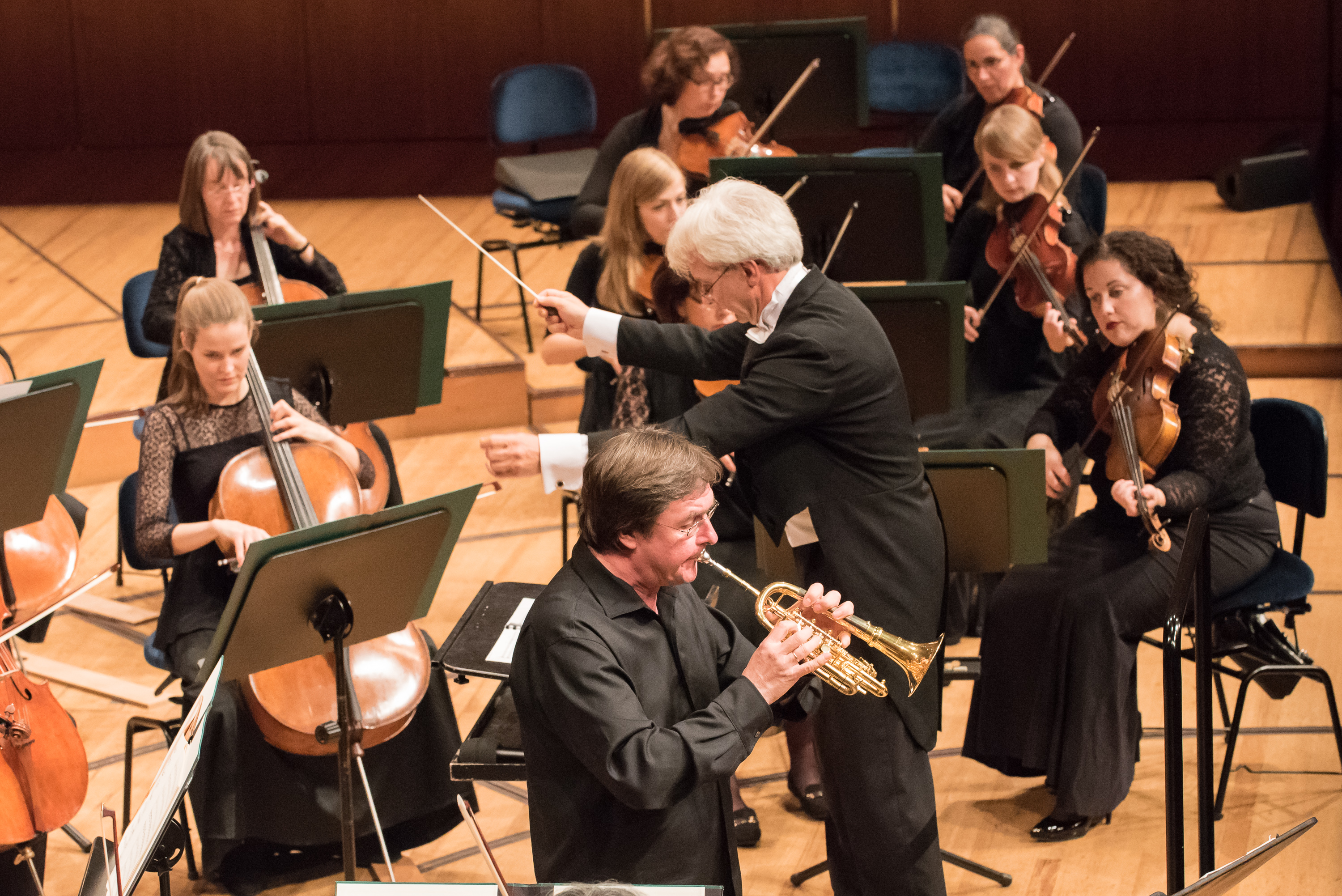
Classical Gala mit der Philharmonie Baden-Baden und Matthias Höfs, KKL Luzern 2017

### 19. World Band Festival Luzern
23. Sept. – 1. Okt. 2017, KKL Luzern
Brass Band 13 Étoiles, Brass Band Berner Oberland, Brassband Bürgermusik Luzern, Brass Band Fribourg, Brass Band Luzern Land, Ensemble de Cuivres Mélodia, Ensemble de Cuivres Valaisan, Liberty Brass Band Ostschweiz, Oberaargauer Brass Band, Wallberg Band, Black Dyke Band, Dutch Swing College Band, Pepe Lienhard Big Band, Blasorchester Stadtmusik Luzern, Christoph Walter Orchestra, Christoph Walter, Nelly Patty, David Morell, Canadian Brass, Dorfspatzen Oberägeri, Hot Dixie Roots, Alphorn-Duo Treibhorn, Engel-Chörli Appenzell, Markus Kühnis, Nicolas Senn, Philharmonie Baden-Baden, Pavel Baleff, Matthias Höfs, The Band Of The Royal Air Force, Flora Band Rijnsburg, Fascinating Drums, Orchester der Suworow Militärakademie Moskau, Lucerne Marching Band, showband.CH, Swiss Midland Pipe Band, Highland Dancers Basel, Militärmusik Tambouren RS 16-2/17, Militärspiel Heer Nord, Live Band SBB, Blaskapelle Rigispatzen

### 20. World Band Festival Luzern
22. Sept. – 30. Sept. 2018, KKL Luzern
Brass Band 13 Étoiles, Brass Band Berner Oberland, Brassband Bürgermusik Luzern, Brass Band Fribourg, Brass Band Luzern Land, Constellation Brass Band, Ensemble de Cuivres Valaisan, Liberty Brass Band Ostschweiz, Oberaargauer Brass Band, Wallberg Band, Dorfspatzen Oberägeri, Brass Band Berner Oberland Junior, Stadtmusik Willisau, Black Dyke Band, Allotria Jazz Band, hr-Bigband, Clare Teal, Symphonisches Blasorchester Schweizer Armeespiel, David Childs, Christoph Walter Orchestra, Christoph Walter, Nelly Patty, Julien Laurence, Alex Wilson, Federspiel Brass Ensemble, Gasterländer Blasmusikanten, Willis Wyberkapelle, Bergwaldchörli Enggenhütten, Lisa Stoll, Markus Kühnis, Nicolas Senn, Philharmonie Baden-Baden, Pavel Baleff, Aron Chiesa, New Zealand Army Band, Orchester der Suworow Militärakademie Moskau, BML Talents, Showband Adest Musica Sassenheim, Jugendmusik Kreuzlingen, United Pipes and Drums, Rekrutenspiel 16–2/2018